# Tirípeme Curicaueri
Tirípeme Curicaueri (« dieu bleu des eaux », en purépecha) était le dieu de la pluie des Tarasques, à l'époque mésoaméricaine. Dans la mythologie tarasque, il régnait sur une sorte de paradis similaire au Tlalocan de la mythologie aztèque.